# بالا (انتاریو)
بالا (انتاریو) (به انگلیسی: Bala, Ontario) یک منطقهٔ مسکونی در کانادا است که در موسکوکا لیک واقع شده‌است.